# Simulação (direito)
Simulação é um dos defeitos dos negócios jurídicos. Consiste numa declaração de vontade distinta da vontade real, com a concordância de ambas as partes e visando, geralmente, a fugir de obrigações/imperativos legais e prejudicar terceiros. Por isso, é considerada um vício social. Os negócios jurídicos simulados no direito brasileiro são nulos (ex tunc). Podemos classificar as simulações emː simulação absoluta, simulação relativa, simulação inocente e simulação maliciosa.
Tanto quanto no dolo, existe má-fé na simulação. A diferença fundamental é que, no dolo, a má-fé é contra um dos envolvidosː já na simulação, a má-fé é contra uma terceira parte.
Diferencia-se da dissimulação no sentido de que, na simulação, há o uso de mentira (inverdades) para influenciar o comportamento ou atitude de outros. Na dissimulação, a influência sobre a atitude de outros ocorre pela ocultação deliberada de verdade que seria essencial para a formação dessas atitudes.

## Etimologia
"Simulação" originou-se do termo latino simulatione.